# Hôtel de ville de Masevaux
L'hôtel de ville de Masevaux est un monument historique situé à Masevaux, dans le département français du Haut-Rhin.

## Localisation
Ce bâtiment est situé au 5, rue du Maréchal-de-Lattre-de-Tassigny à Masevaux.

## Historique
L'édifice fait l'objet d'une inscription au titre des monuments historiques depuis 1937.